# Вернон, Анн
Эдит Антуанетта Александрина Виньо (фр. Édith Antoinette Alexandrine Vignaud; род. 7 января 1924, Сен-Дени) — французская актриса

.

## Биография
Родилась 7 января 1924 года.
После учёбы в Школе Дюперре она впервые создавала костюмы для кино для модельера Марселя Роша, где работала с Жаном Кокто, Жаном Маре, Мадлен Солонь и Андре Польве.
После нескольких уроков театра у Тани Балаховой она заменила заболевшую Габи Сильвию в «Юи Кло», а затем в «Жан-Батисте, неискалеченной» Андре Руссена в Театре Старого Коломбье. По приглашению Фернана Леду она приняла участие в годичном театральном туре по Южной Америке сразу после Освобождения. Затем Жан Ануй нанял её для постановки своей пьесы «Приглашение в замке». Началась её театральная карьера.
В 1947 году, нанятая Пьером де Эреном, она сыграла свою первую настоящую роль в кино в фильме «Убитая манекенщица».
В 1948 году она взяла псевдоним Анн Вернон для британского фильма. Затем она появилась примерно в пятидесяти постановках, в том числе «Эдуард и Каролина» и «Шербурские зонтики» (1964).
В начале 1970-х, после нескольких появлений на телевидении, она отказалась от актёрской деятельности и посвятила себя своей истинной страсти — рисованию на своем участке в Коголене.
В 2016 году она опубликовала сборник рассказов «В память о „Папе“».